# Orchestre philharmonique royal de Liège
L’Orchestre Philharmonique Royal de Liège (OPRL) est un orchestre symphonique belge, fondé en 1960 et basé à Liège (Belgique). C'est une institution de la Communauté française.

## Histoire
Créé en octobre 1960 par Fernand Quinet, directeur du conservatoire de Liège, l’Orchestre philharmonique royal de Liège (OPRL) est la seule formation symphonique professionnelle de la Communauté française de Belgique. L’Orchestre compte alors 71 musiciens.
Dès 1961, ce dernier s’exporte pour une série de concerts passant par la Haye, Eindhoven ou encore Cologne. Son répertoire musical s’étend du classique au romantique en passant par les compositeurs français et russes.
Entre 1964 et 1967, l’Orchestre jouant sous la baguette de Manuel Rosenthal prendra une direction plus avant-gardiste avec l’interprétation d’oeuvres de compositeurs comme Igor Stravinsky ou Paul Hindemith.
Durant la décennie qui suivra, l’Orchestre, sous la direction de Paul Strauss, verra son effectif augmenter jusque 89 musiciens. Le chef d’orchestre fera découvrir au public liégeois des compositeurs internationaux (Gustav Mahler, Béla Bartók, Dmitri Chostakovitch, Anton Webern, Alban Berg, Arnold Schoenberg, Charles Ives) mais également belges  (Victor Legley, Frédéric van Rossum, Philippe Boesmans, Henri Pousseur).
De 1977 à 1999, c’est Pierre Bartholomée qui est le directeur musical de l’orchestre,.
Après le départ précipité de Pierre Bartholomée au printemps 1999, l'Orchestre crée le poste de Directeur général et le confie, au terme d'un appel à candidatures international, à Jean-Pierre Rousseau, qui entreprend une profonde restructuration de l'institution. Il transforme celle-ci en entreprise culturelle, met l'accent sur le renouveau artistique, les nouveaux modes d'accès des plus larges publics à la musique classique, élargit la programmation de la Salle Philharmonique de Liège à de nouveaux répertoires (baroque, musiques du monde, jazz, comédie musicale, etc.). 
Il fait appel à de fortes personnalités pour la fonction de Directeur Musical : Louis Langrée (2001-2006), Pascal Rophé (2006-2009), François-Xavier Roth (2009-2010), Christian Arming (2011-2019), crée de nouvelles séries comme Le Dessous des quartes, Écouter la musique, À travers sons, Les samedis en famille, Music Factory, Écouter la musique, et à l'occasion de la Fête de la musique, institue la Classic Academy qui distingue les meilleurs jeunes musiciens de la Belgique francophone.
L'Orchestre accomplit plusieurs tournées internationales (Allemagne, Suisse, Espagne, Amérique du Sud, Autriche, Croatie, France - il se produit trois fois en moins de dix ans au Musikverein de Vienne, 2005, 2011, 2014), enregistre une trentaine de disques essentiellement dévolus à la création, au répertoire français et belge, pour plusieurs labels renommés (Naïve, BIS, Cypres, Musique en Wallonie, Accord/Universal, etc.).
À l'occasion du cinquantenaire de la création de l'orchestre, Jean-Pierre Rousseau entreprend la réalisation d'une part d'un livre très richement illustré, d'autre part d'un luxueux coffret de 50 CD reprenant la presque totalité des enregistrements commerciaux de l'orchestre.
En novembre 2014, il est remplacé par Daniel Weissmann, ancien Directeur général de l'Orchestre Dijon Bourgogne qui poursuit et amplifie la politique de développement de l'Orchestre.
Le 1er septembre 2023, Daniel Weissman cède la place  à Aline Sam-Giao, jusqu'alors directrice de l'Orchestre national de Lyon qui intensifie les rapports avec le monde économique et fait en sorte d'accroître le potentiel de concerts de la Salle philharmonique.
Gergely Madaras, directeur musical depuis septembre 2019, laissera sa place en septembre 2025 au Français Lionel Bringuier.

## Directeurs musicaux
- 1960–1964 : Fernand Quinet
- 1964–1967 : Manuel Rosenthal
- 1967–1977 : Paul Strauss
- 1977–1999 : Pierre Bartholomée
- 2001–2006 : Louis Langrée
- 2006–2009 : Pascal Rophé
- 2009–2010 : François-Xavier Roth
- 2011–2019 : Christian Arming
- 2019–2025 : Gergely Madaras[8]
- 2025- : Lionel Bringuier

## Directeurs généraux
- 1999-2014 : Jean-Pierre Rousseau
- 2014-2023 : Daniel Weissmann
- 2023- : Aline Sam-Giao[9]

## Membres notoires
- Richard Piéta, premier violon de 1969 à 2012
- Jean-Luc Votano, clarinettiste solo